# Sławno
Sławno ['swavnɔ] (deutsch Schlawe) ist eine Stadt in der polnischen Woiwodschaft Westpommern. Sie ist die Kreisstadt des Powiat Sławieński (Schlawer Kreis) und Sitz der eigenständigen Landgemeinde Sławno.

## Geographische Lage
Die Stadt liegt in Hinterpommern, an der Wipper, auf halbem Wege zwischen Köslin, 35 km, und Stolp, 27 km, auf einer Höhe von 25 m über dem Meeresspiegel. Bei der Stadt mündet die Motze in die Wipper.

Ort und Umgebung auf alten Bildern
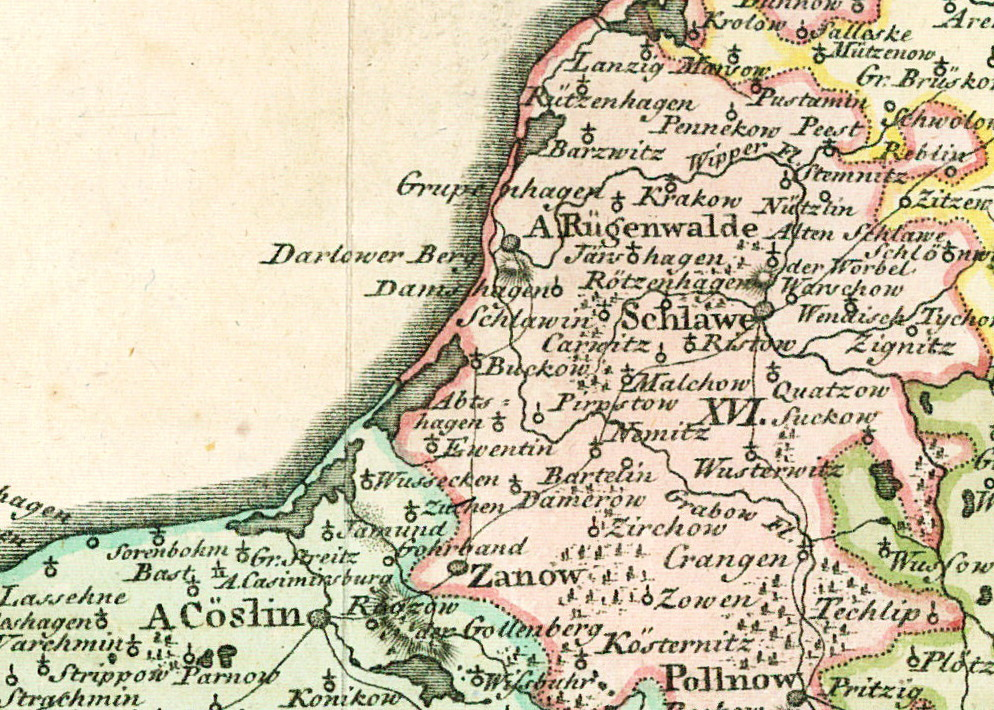
Lage Schlawes unweit der Ostsee auf einer pommerschen Landkarte von 1794
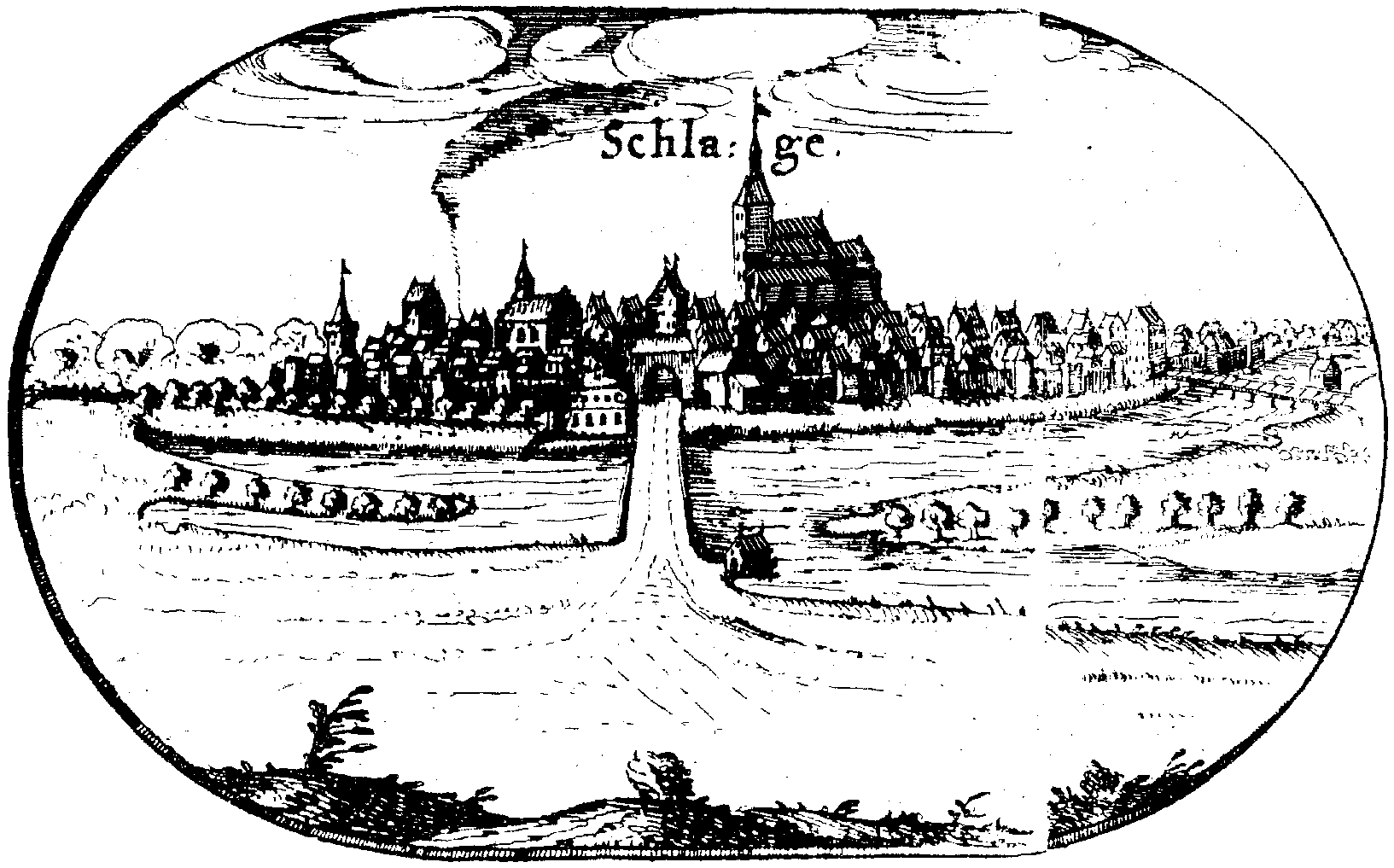
Panorama von Schlawe an der Wipper mit der Wipperbrücke im Vordergrund auf der Lubinschen Karte von 1618
Panorama der Stadt Schlawe auf einer Lithographie aus der Zeit vor 1846[2]
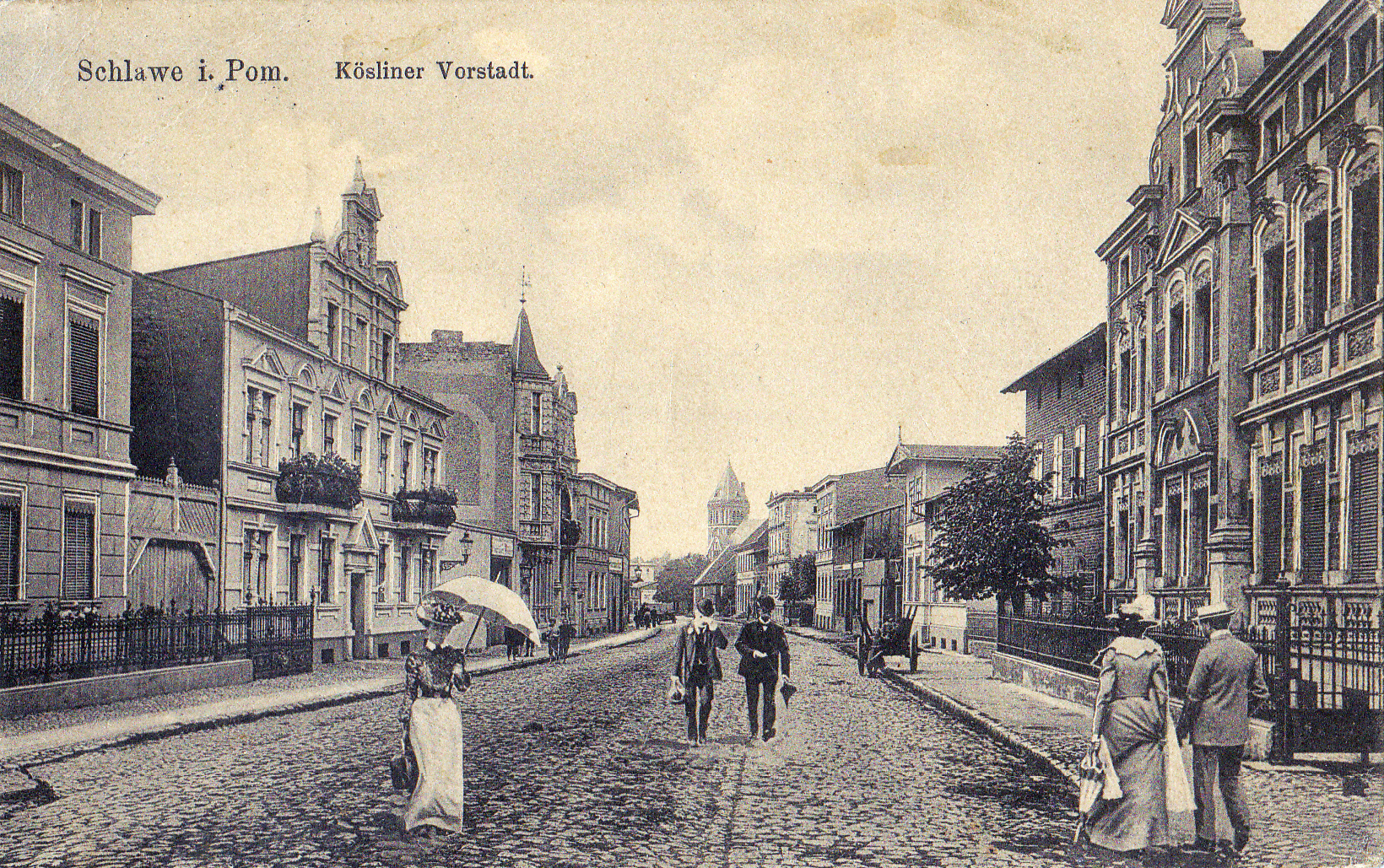
Kösliner Vorstadt (Kösliner Straße), Postkarte von 1912

## Geschichte

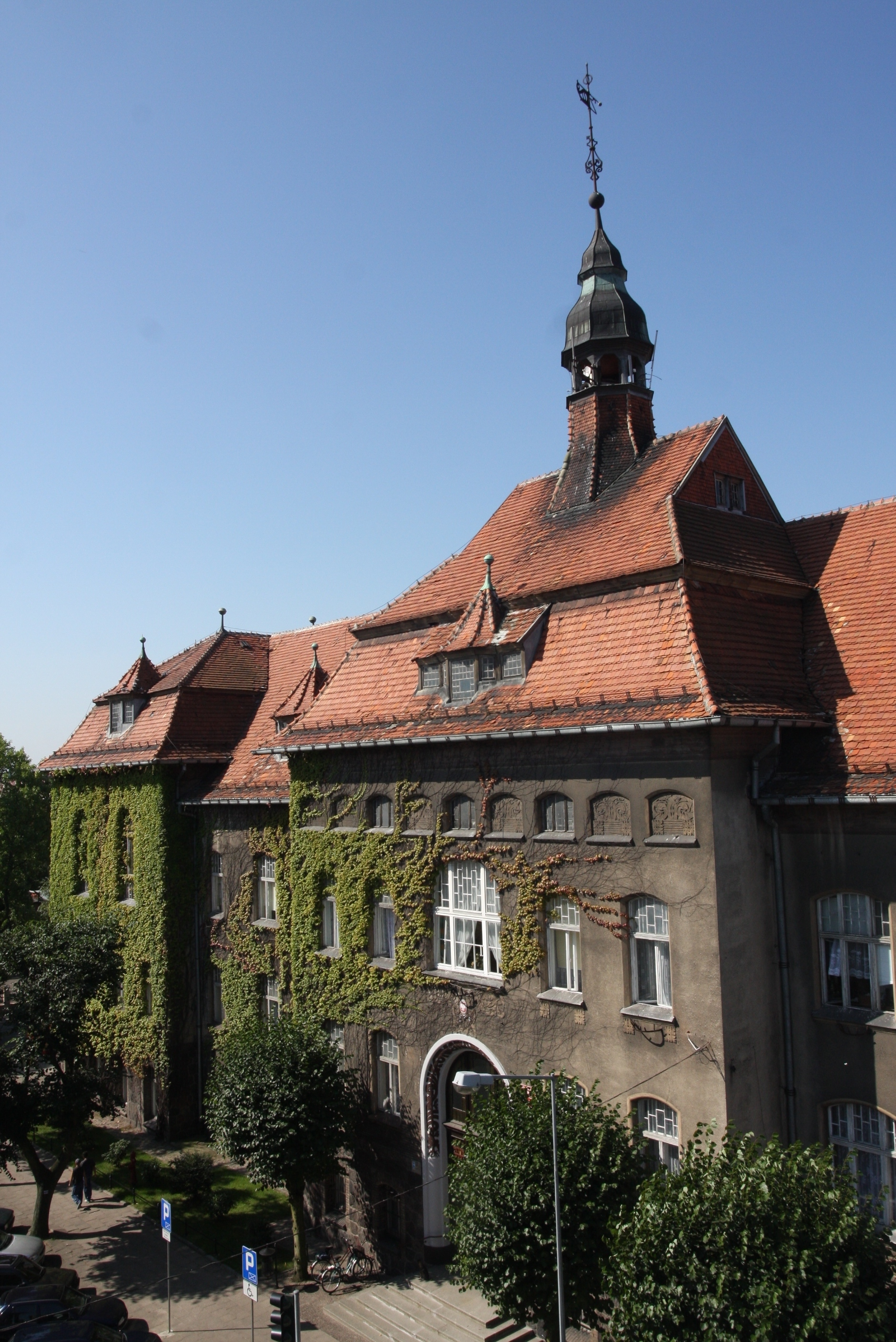
Rathaus

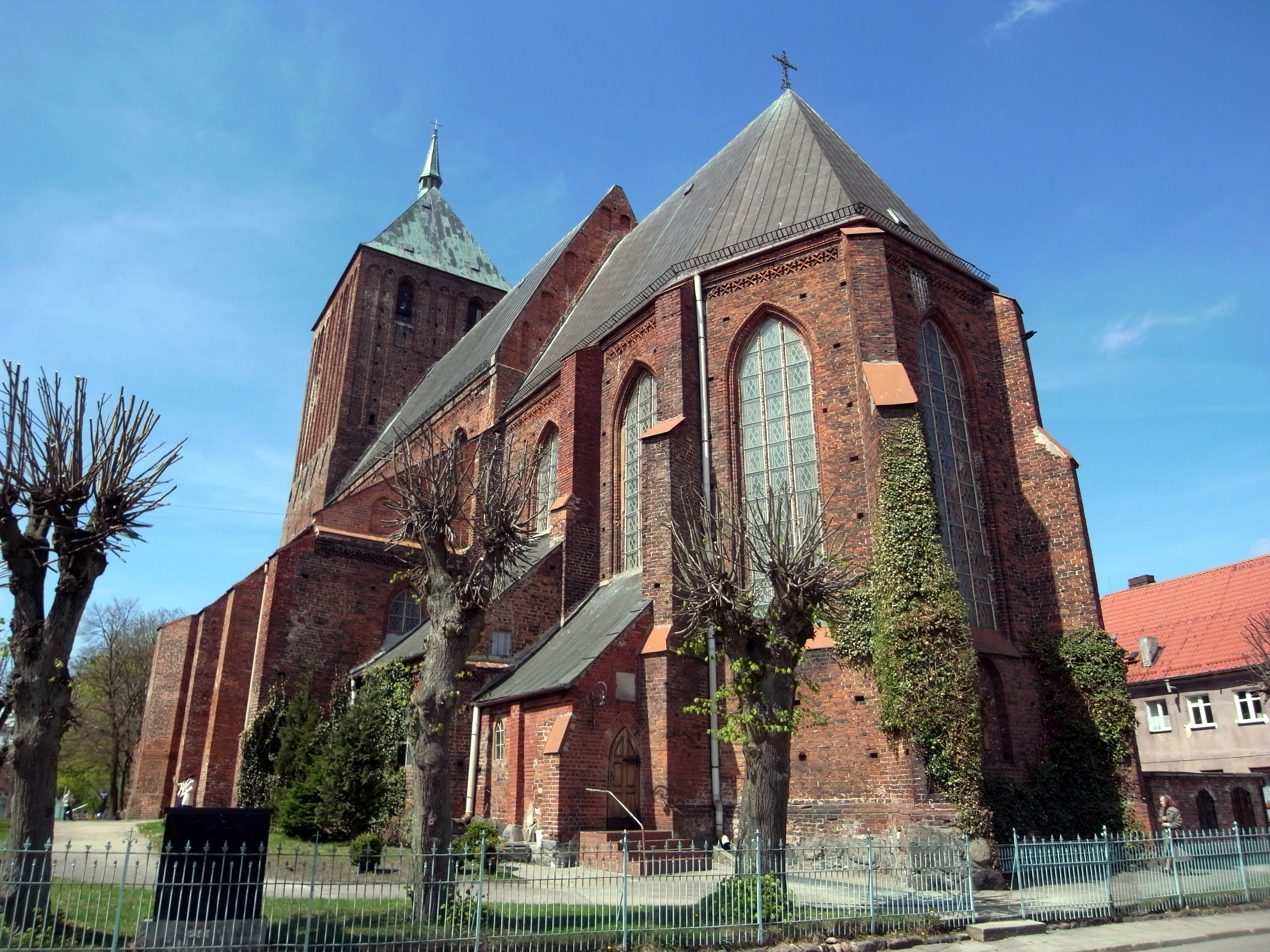
St.-Marien-Kirche, bis 1945 Stadtpfarrkirche der evangelischen Gemeinde Schlawe

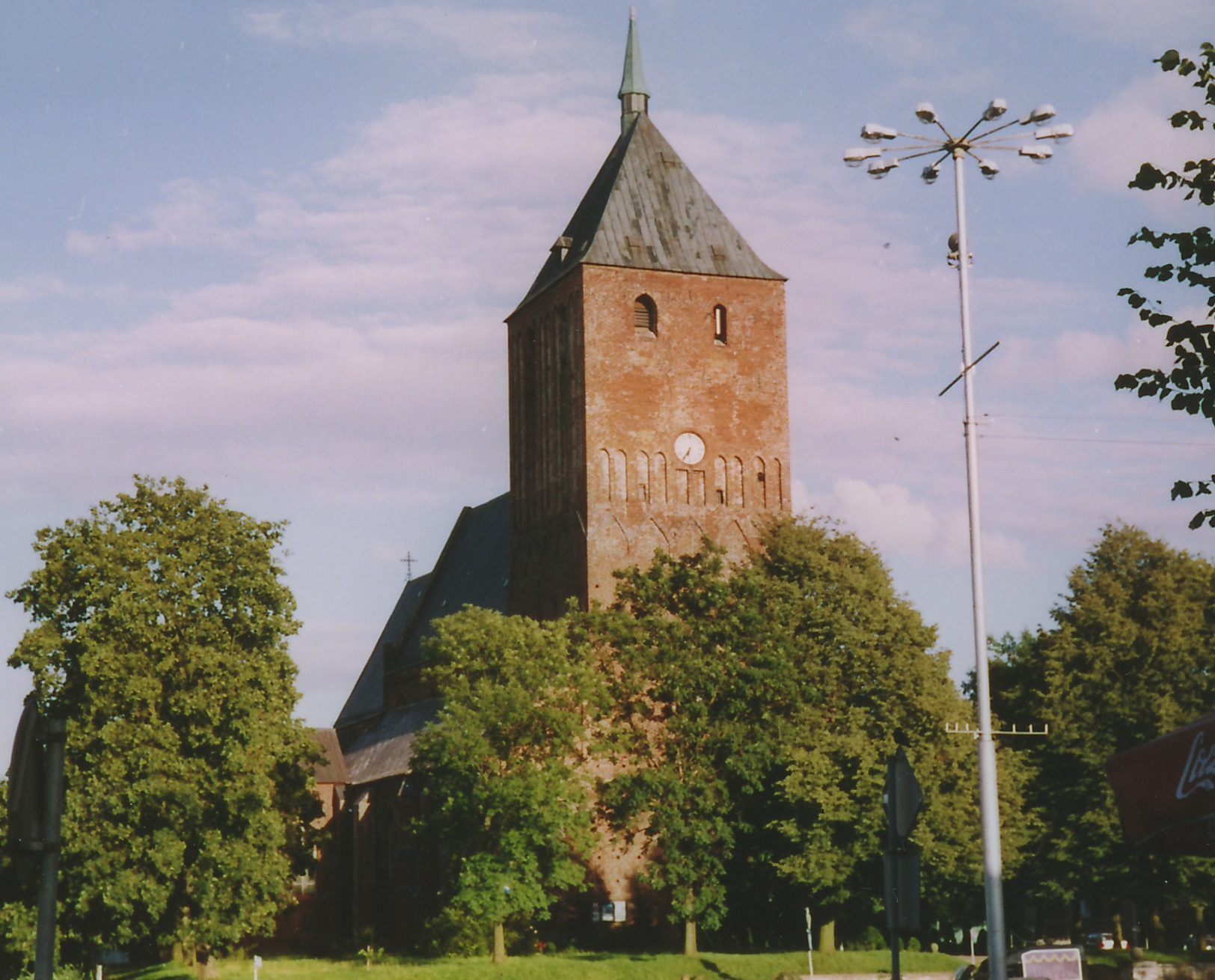
Turm der St.-Marien-Kirche

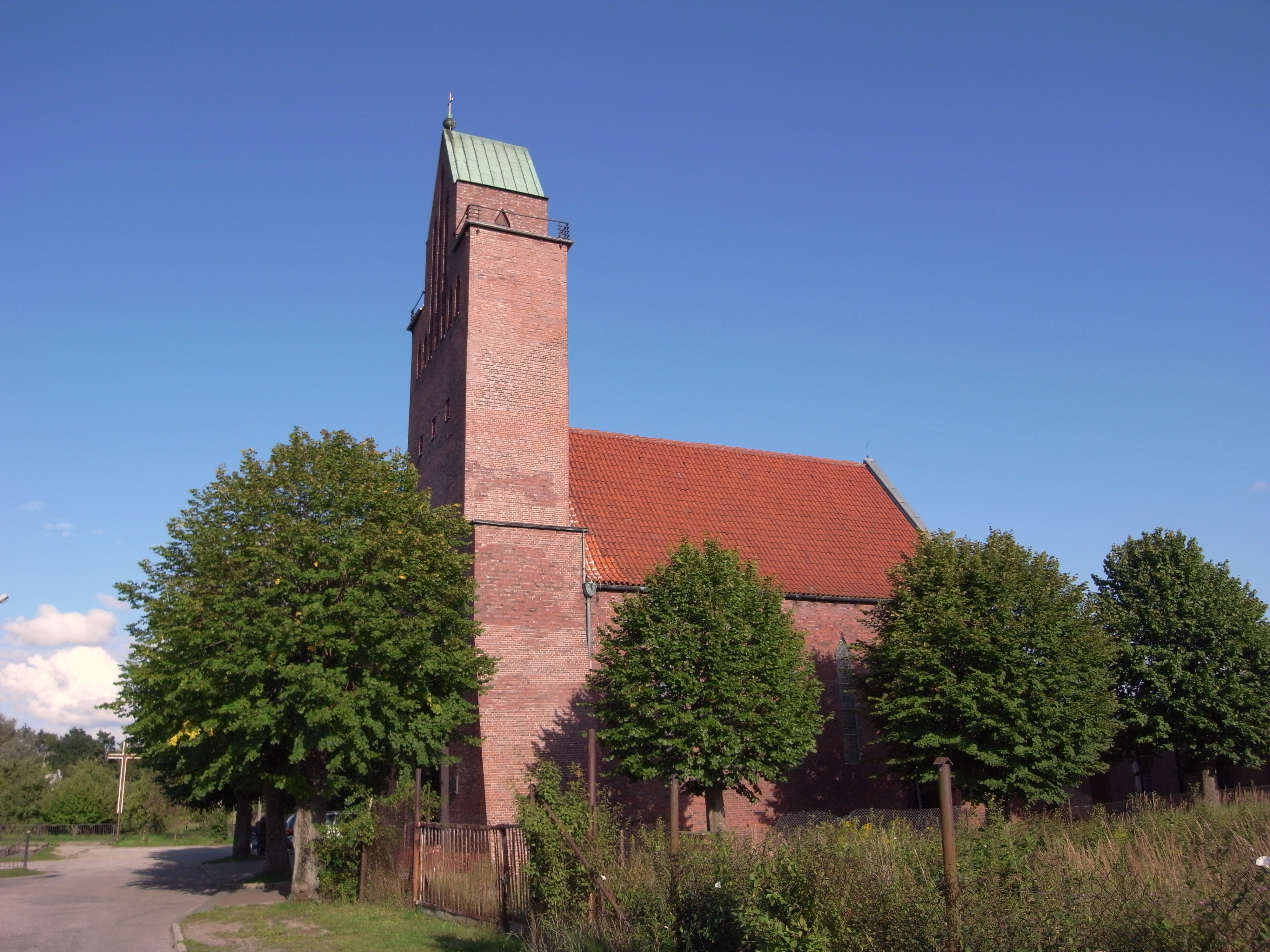
Kirche des Heiligen Antonius von Padua

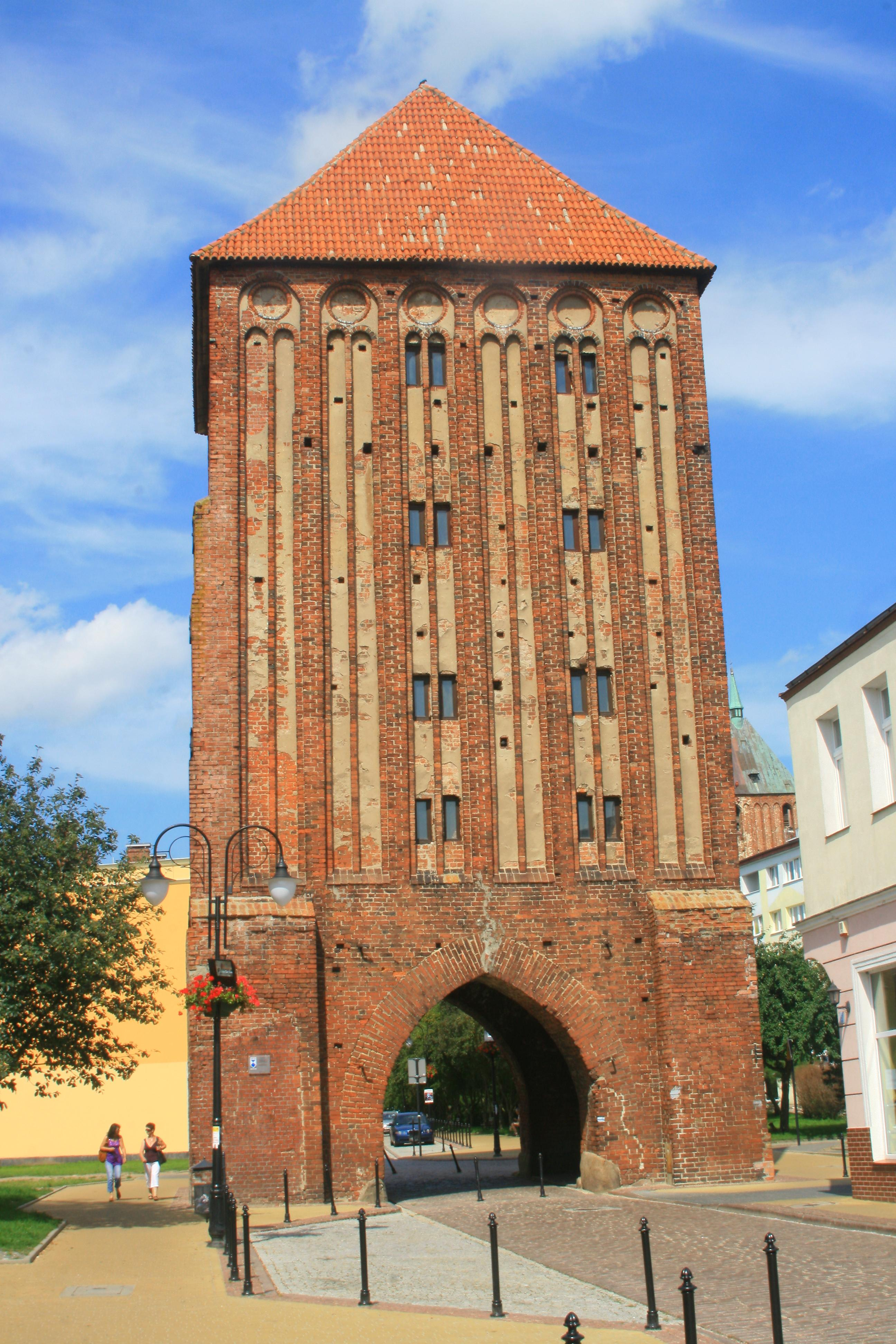
Kösliner Tor

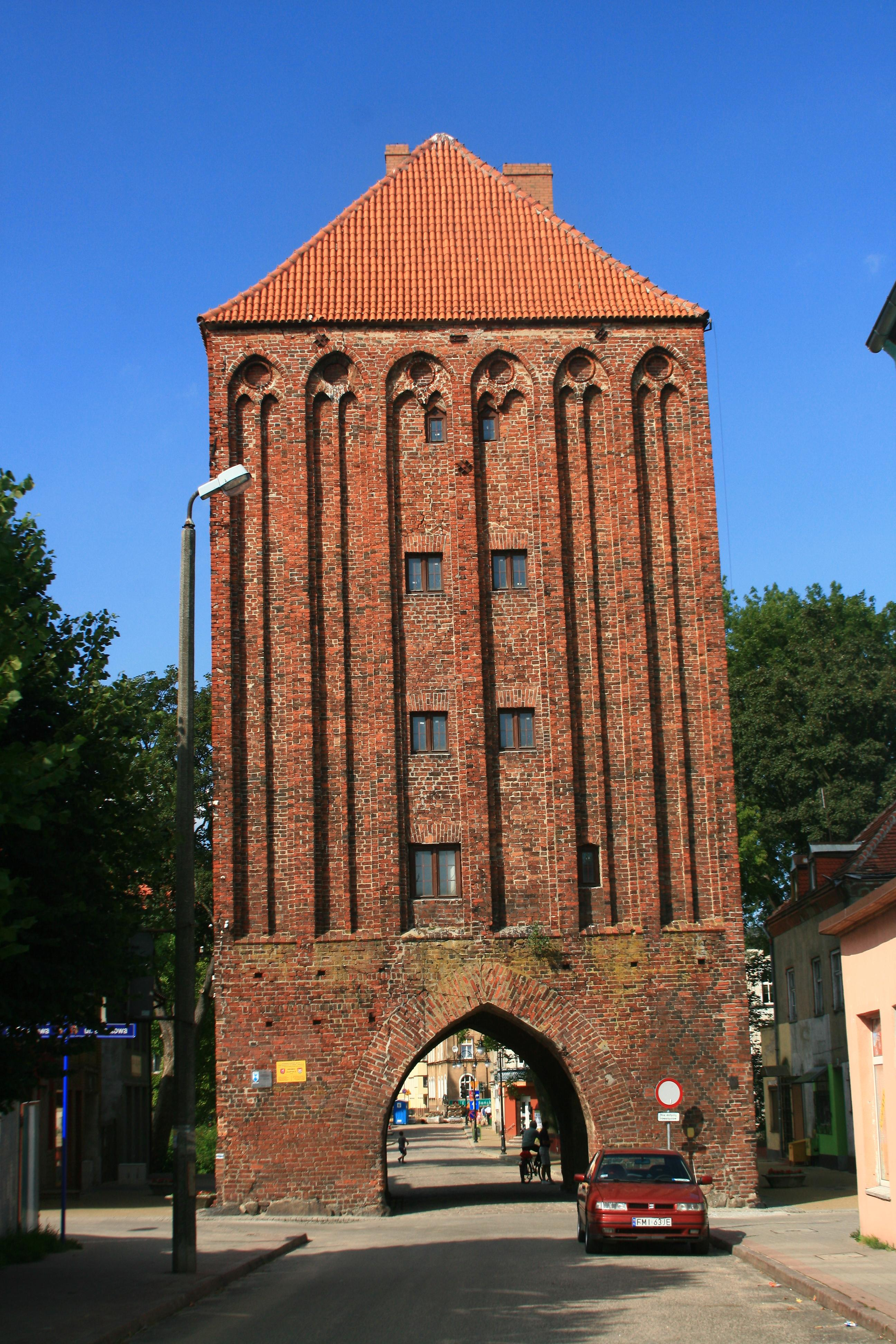
Stolper Tor

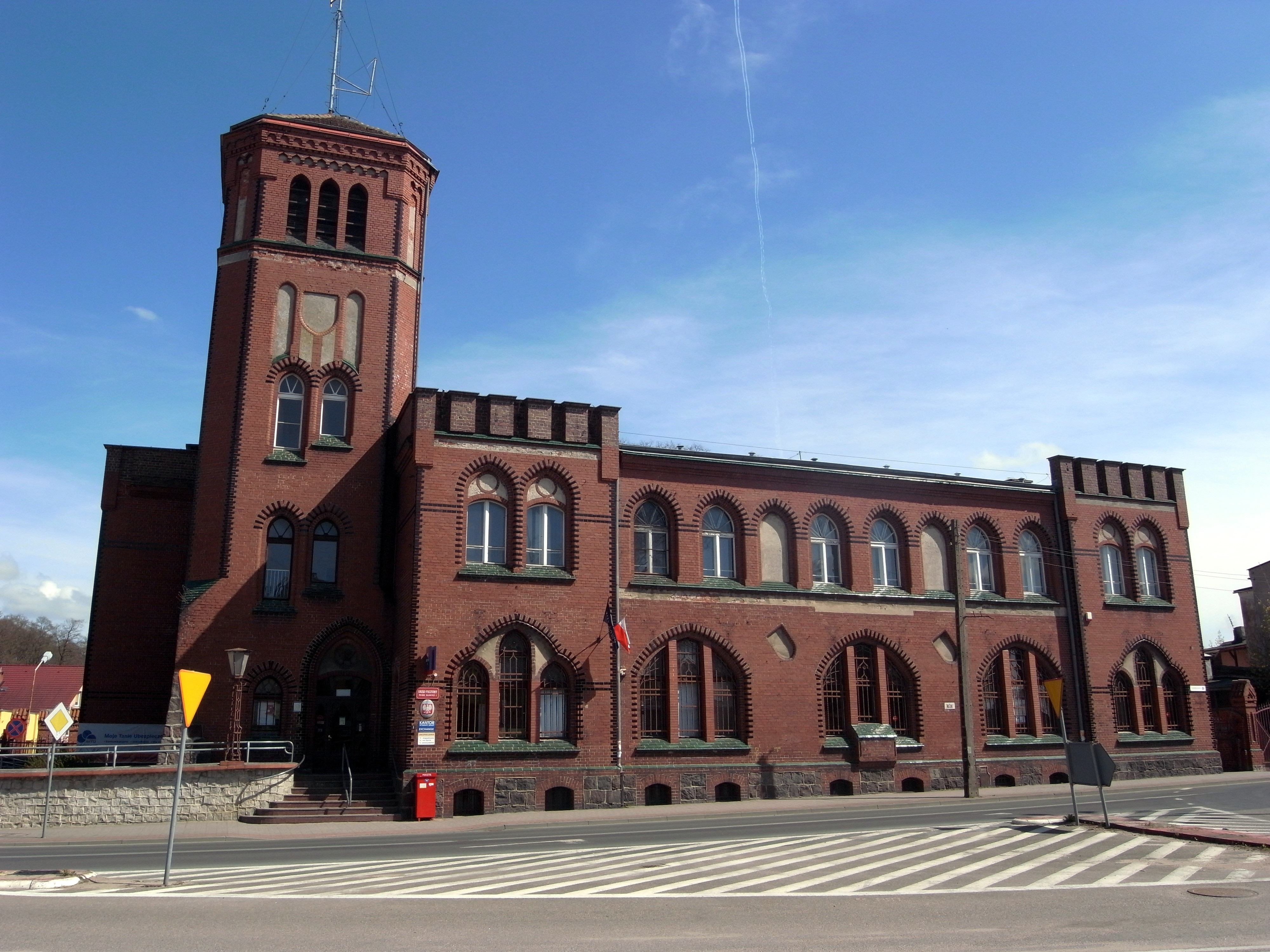
Postamt, erbaut 1905

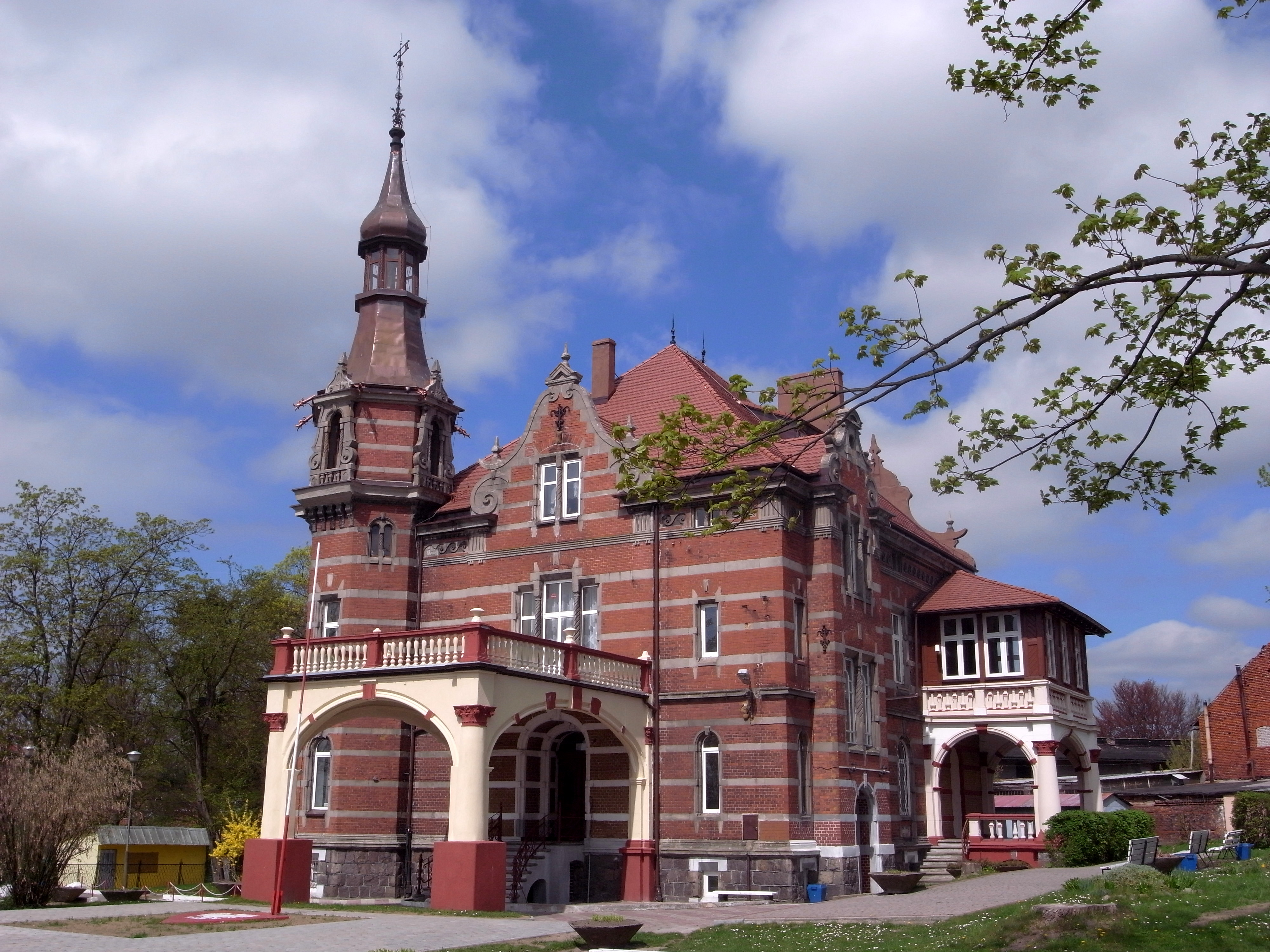
Villa Schultz aus dem Jahre 1879

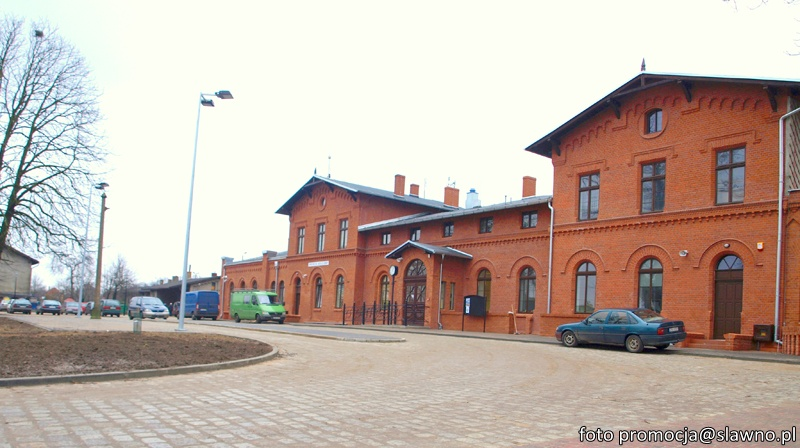
Bahnhofsgebäude

### Mittelalter
Um 1186 wurde erstmals eine kaschubische Siedlung namens „Zlauinia“ schriftlich erwähnt, bis zum Ende des 13. Jahrhunderts wechselt die Ortsbezeichnung zwischen Slawo, Slauno und Slawe.
Der Ort gab über Jahrhunderte dem „Schlawer Land“ seinen Namen, ein Gebiet, das wie kein anderes in Pommern von wechselnden Landesherren beherrscht wurde. Das erste überlieferte Herzogtum war Pommern-Schlawe-Stolp unter Herzog Ratibor I. aus dem Adelsgeschlecht der Greifen, der bis zu seinem Tode um 1155 auf der Burg Schlawe residierte. Seine Nachkommen herrschten dort bis 1227, danach erwarb Swantopolk II., Herzog von Pommerellen, das Land Schlawe. Nach Swantopolks II. Tod, 1266, besetzte Herzog Barnim I. von Pommern das Land und reichte dieses 1270 als Pfandherrschaft an Herzog Wizlaw II. von Rügen. Um 1275 wurde dieser aus Schlawe durch Herzog Mestwin II. von Pommerellen verdrängt. Dieser hatte keine männlichen Erben und schloss ohne Rücksichtnahme auf zuvor eingegangene Verträge sowie auf Erbrechte mit ihm verwandter pommerscher Herzöge am 15. Februar 1282 mit Przemysław II., Herzog von Großpolen, einseitig einen Erbfolgevertrag ab. Nach dessen Ermordung, 1296, folgte ihm Władysław I. Ellenlang, der Herzog von Kujawien, auf dem pommerellischen Herzogsthron nach. 1299 entmachtete der böhmische König Wenzel II. seinen polnischen Kontrahenten Władysław I. im Kampf um die Oberherrschaft im Königreich Polen, anschließend übernahm er dessen polnische Herrschaften, darunter das pommerellische Land Schlawe. 1300 krönte sich Wenzel II. zum polnischen König. Nach dem Mordanschlag an Wenzel III., 1306, setzte sich Władysław I. erneut als Landesherr über weite Teile Polens und Pommerellen durch.
Gegen die polnische Herrschaft erhoben sich die Swenzonen, ein pommerellisches Beamtengeschlecht im Dienste der böhmischen Herrscher. Diese ersuchten 1307 den Markgrafen von Brandenburg um Beistand, der 1308 in Pommerellen militärisch intervenierte. Im Vertrag von Soldin wurde das polnische Herzogtum Pommerellen schließlich 1309 zwischen zwei deutschen Feudalstaaten geteilt. Bei Brandenburg verblieben die Lande Schlawe, Stolp, Rügenwalde und Bütow, der größere Rest mit der Hauptfeste Danzig ging an den Deutschordensstaat.
Doch bereits mit dem Frieden von Templin erwarb der pommersche Herzog Wartislaw IV. 1317 alle pommerellischen Länder, die der Oberhoheit der Mark Brandenburg unterstanden, darunter auch das Land Schlawe. Dieses kam damit erneut unter die Herrschaft des pommerschen Greifengeschlechts, wo es bis zu dessen Aussterben im Jahre 1637 blieb. Nachdem Herzog Wartislaw IV. Schlawe erworben hatte, errichtete er dort eine starke Burg zur Abwehr und zum Schutz gegen den Deutschen Orden. Im Jahre 1317 wurde Schlawe durch Peter von Neuenburg aus dem Geschlecht der Swenzonen, die das Schlawer Land vom Herzog Wartislaw IV. zu Lehen nahmen, das Stadtrecht nach Lübischem Recht verliehen. Um 1360 stiftete die Herzogin Sophia, Gemahlin des Pommernherzogs Barnim IV., die Marienkirche in Schlawe, die im gotischen Stil erbaut wurde.
Während dieser Zeit wechselten sich die Herzogtümer bedingt durch dynastische Landesteilungen mehrmals ab, Pommern-Wolgast folgten 1372 Pommern-Schlawe-Stolp, 1403 Pommern-Rügenwalde, 1457 noch einmal Pommern-Wolgast und 1532 Pommern-Stettin.

### Frühe Neuzeit
Zu Beginn des 16. Jahrhunderts entwickelte sich die Stadt zu einem bedeutsamen Zentrum des Leinwandhandels. Im Dreißigjährigen Krieg, 1618–1648, geriet Schlawe zwischen die Fronten und wurde fast völlig zerstört. Zum Kriegsende soll es nur noch 40 Haushalte gegeben haben. Nach dem Ende des Dreißigjährigen Krieges, 1648, wurde Schlawe mit großen Teilen Hinterpommerns dem Kurfürstentum Brandenburg zugeschlagen.
Die Stadt erholte sich aber wieder, so dass sie 1720 in den Rang einer brandenburgischen Kreishauptstadt erhoben werden konnte. Einen weiteren Fortschritt brachte der Anschluss an die neue Chaussee von Stettin nach Danzig.

### 19. und 20. Jahrhundert
Seit 1815 gehörte Schlawe zur damals gebildeten preußischen Provinz Pommern.
Als Mitte des 19. Jahrhunderts in Deutschland die Industrialisierung begann, machte sich dies auch in Schlawe bemerkbar. In rascher Folge entstanden ab 1850 mehrere Sägewerke und Mühlen, zwei Eisengießereien und eine Landmaschinenfabrik. 1869 öffnete der Bahnhof an der neuen Eisenbahnstrecke Berlin, Stettin, Danzig, und 1878 nahm die Bahnlinie nach Rügenwalde ihren Betrieb auf. Die zwischen 1875 und 1910 von 5141 auf 6620 angewachsene Bevölkerung wurde mit den neuen Energieträgern versorgt, nachdem 1896 ein Gaswerk fertiggestellt war, wurde die Stadt ab 1911 elektrifiziert. 1918 wurde Schlawe Kreisstadt des gleichnamigen Landkreises. 1928 baute sich die kleine katholische Gemeinde die Pfarrkirche zum Hl. Antonius von Padua. Am Ende der Weimarer Republik war Schlawe zu einem kleinen Industriezentrum mit 18 Betrieben herangewachsen.
Nachdem die Nationalsozialisten das von Dietrich Bonhoeffer geleitete Predigerseminar der Bekennenden Kirche in Finkenwalde geschlossen hatten, ließ sich Bonhoeffer formal als Hilfsprediger bei Superintendent Eduard Block in Schlawe anstellen. So konnte er in zwei „Sammelvikariaten“ in Schlawe und in Köslin die illegale Ausbildung der Vikare fortführen.
Vor 1930 hatte Schlawe fünf Wohnplätze:
- Neugut
- Schlawe i. Pom.
- Schneidemühle
- Waldheim
- Waldhof

Um 1935 gab es in Schlawe unter anderem vier Hotels, acht Gasthöfe und Restaurants, eine Niederlassung der Reichsbank, eine Niederlassung der Pommerschen Bank, zwei Sparkassen, eine Molkerei, eine Bierbrauerei, zwei Mineralwasserfabriken, eine Wurstfabrik, zwei Maschinenfabriken, eine Landmaschinenfabrik, eine Lederfabrik, eine Matratzenfabrik, eine Metallwarenfabrik, zwei Möbelfabriken, eine Stuhlfabrik, ein Holzsägewerk, eine Textilfabrik (Weberei), zwei Ziegeleien, ein Dutzend Viehhandlungen  sowie zahlreiche Handwerksbetriebe und Dienstleister.
Bis 1945 war die Stadt Verwaltungssitz des Landkreises Schlawe im Regierungsbezirk Köslin der preußischen Provinz Pommern des Deutschen Reichs.
Anfang des Jahres 1945, gegen Ende des Zweiten Weltkriegs, musste sich die Bevölkerung vor der anrückenden Roten Armee auf die Flucht begeben. Im März 1945 wurde die Stadt, nachdem sie zuvor schon zur Hälfte zerstört worden war, von der Roten Armee eingenommen. Viele Deutsche, deren Häuser die Bombenangriffe überdauert hatten, kehrten nach der Flucht wieder zurück. Nach Einstellung der Kampfhandlungen wurde die Stadt seitens der sowjetischen Besatzungsmacht der Volksrepublik Polen zur Verwaltung überlassen. Es begann danach die Migration von Polen, die zunächst vorwiegend aus Gebieten östlich der Curzon-Linie kamen, einhergehend mit der ‚wilden‘ Vertreibung der einheimischen Bevölkerung durch die polnische Administration.
Unter der polnischen Verwaltung wurden die beschlagnahmte Lebensmittelindustrie, die holzverarbeitende Industrie und die Konfektionsindustrie reaktiviert. Im Zuge der Neuordnung der Gebietsverwaltung wurde Sławno Kreishauptstadt, verlor diesen Status jedoch 1975 wieder. 1960 wurde begonnen, die immer noch zu großen Teilen in Trümmern liegende Stadt wieder aufzubauen. Nach dem Ende des Kommunismus wurden im Norden der Stadt moderne Wohnsiedlungen errichtet. 1999 wurde Sławno erneut Kreishauptstadt.

### Demographie
| Jahr | Einwohner | Anmerkungen                                                                 |
| ---- | --------- | --------------------------------------------------------------------------- |
| 1740 | 1453      | [ 9 ]                                                                       |
| 1782 | 1602      | darunter 18 Juden                                                           |
| 1791 | 1682      | in 271 Häusern, darunter 13 Juden                                           |
| 1794 | 1702      | darunter 13 Juden                                                           |
| 1802 | 1772      | [ 12 ]                                                                      |
| 1810 | 2272      | [ 12 ]                                                                      |
| 1812 | 2112      | darunter ein Katholik und 42 Juden                                          |
| 1816 | 2293      | davon 2192 Evangelische, 14 Katholiken und 87 Juden                         |
| 1821 | 2497      | in 317 Privatwohnhäusern                                                    |
| 1831 | 2886      | darunter 14 Katholiken und 167 Juden                                        |
| 1843 | 3535      | darunter 16 Katholiken und 208 Juden                                        |
| 1852 | 4187      | darunter 22 Katholiken und 188 Juden                                        |
| 1861 | 4375      | darunter 32 Katholiken und 250 Juden                                        |
| 1864 | 4757      | am 3. Dezember, auf einer Gesamtfläche von 12.075 Morgen                    |
| 1871 | 4724      | davon 448 Evangelische, 17 Katholiken, neun sonstige Christen und 250 Juden |
| 1875 | 5141      | [ 15 ]                                                                      |
| 1880 | 5565      | [ 15 ]                                                                      |
| 1885 | 5503      | am 1. Dezember                                                              |
| 1890 | 5431      | am 1. Dezember, davon 102 Katholiken und 163 Juden                          |
| 1905 | 6221      | meist evangelische Einwohner                                                |
| 1910 | 6620      | auf einer Fläche von 3095 ha                                                |
| 1925 | 7892      | davon 7438 Evangelische, 91 Katholiken und 90 Juden                         |
| 1933 | 8730      | [ 15 ]                                                                      |
| 1939 | 9746      | [ 15 ]                                                                      |
| 1944 | 9708      | [ 20 ]                                                                      |

| Jahr | Einwohner  |
| ---- | ---------- |
| 1947 | ca. 4800   |
| 1999 | ca. 14.000 |

## Kirche
Die Gebäude der evangelischen Kirchen in Schlawe wurden 1945 von der polnischen Administration zugunsten der polnischen katholischen Kirche zwangsenteignet und vom katholischen Klerus ‚neu geweiht‘.
Die vor 1945 ansässigen Stadtbewohner waren größtenteils Evangelische (Angehörige der Landeskirche) und gehörten zum Kirchspiel Schlawe i. Pom. Der Bestand an Kirchenbüchern reichte bis 1710 zurück.
Das katholische Kirchspiel war in Stolp.
Die seit 1945 und Vertreibung der einheimischen Stadtbewohner anwesende polnische Einwohnerschaft ist überwiegend katholisch.

## Städtepartnerschaften
- Ribnitz-Damgarten (Deutschland, Mecklenburg-Vorpommern)
- Rinteln (Deutschland, Niedersachsen)
- Cles (Italien)[22]

## Sehenswürdigkeiten
- Stadtpfarrkirche zur Heiligen Jungfrau Maria (gotisch, 14. Jahrhundert)
- Kirche des Heiligen Antonius von Padua, erbaut von 1925 bis 1928 im Stil des Backsteinexpressionismus nach Entwurf des Architekten Diedrich Suhr
- Rathaus, erbaut um 1900, mit Glasmalereien: Wappen der Orte des deutschen Kreises Schlawe und Adelswappen der Grundbesitzer des Kreises
- Reste der Stadtmauer mit zwei backsteingotischen Toren: Kösliner (1453) und Stolper Tor (1458) (poln. Brama Koszalińska und Brama Słupska)
- Postgebäude, neugotischer Backsteinbau von 1905
- Waldreservat „Schlawer Eichenwald“ (Sławieńskie Dęby)

## Verkehr
- Durch die Stadt verläuft die Landesstraße 6, zugleich Europastraße 28. Das Ostseebad Rügenwaldermünde (Darłówko) ist über die Wojewodschaftsstraße 205 20 km entfernt.
- Der Bahnhof liegt an der Bahnstrecke Danzig–Stargard und der Bahnstrecke Korzybie–Darłowo.

## Persönlichkeiten

### Söhne und Töchter der Stadt
- Jeremias Nigrinus (1596–1646), Pädagoge und Hochschullehrer
- Georg Salemann (1597–1657), deutsch-baltischer evangelisch-lutherischer Geistlicher, Autor und Übersetzer
- Nikolaus Bertram von Below (1728–1779), preußischer Kammerpräsident
- Friedrich Theodor Rinck (1770–1811), deutscher evangelischer Theologe, Philosoph, Hochschullehrer
- Otto von Drigalski (1788–1860), preußischer Generalleutnant und Kommandeur der 14. Division
- Carl Friedrich von Denzin (1800–1876), deutscher konservativer Politiker
- Berthold Heberlein (1846–1914), deutscher evangelischer Theologe
- Franz Mehring (1846–1919), deutscher Politiker (SPD, USPD, KPD), Historiker und Publizist
- Hermann Kühn (1851–1937), deutscher Finanzbeamter, Staatssekretär im Reichsschatzamt
- Albert Römer (1859–1909), deutscher Autor und Herausgeber
- Hermann Klaje (1868–1945), deutscher Gymnasiallehrer und Historiker
- Erich Köhn (1870–1945), deutscher Architekt
- Otto Hasse (1871–1942), deutscher Offizier, zuletzt General der Infanterie und Chef des Truppenamtes im Reichswehrministerium
- Hans Bredow (1879–1959), deutscher Hochfrequenztechniker, Vorsitzender der Reichs-Rundfunk-Gesellschaft
- Wilhelm Groß (1883–1974), deutscher Bildhauer, Druckgraphiker und Prediger
- Erna Alberty (1886–1952), deutsche Schauspielerin und Sängerin
- Otto Priebe (1886–1945), deutscher Maler
- Erwin Gohrbandt (1890–1965), deutscher Chirurg und Hochschullehrer
- Rudolf Michael (1896–1972), deutscher Lokalpolitiker (SPD), Bezirksstadtrat für Arbeit in Berlin-Zehlendorf
- Otto Papenfuß (1898–1981), deutscher Radrennfahrer
- Hubert Darsow (1903–1988), deutscher Jurist, Staatsanwalt und Ministerialbeamter
- Hans-Martin Majewski (1911–1997), deutscher Filmkomponist
- Erna Witt, geb. Bannow (1911–2006), deutsche Mathematikerin und Politikerin (FDP)
- Günter Machemehl (1911–1970), deutscher Kunstmaler
- Annaliese Ohm (1920–2003), deutsche Kunsthistorikerin, Direktorin des Museums für Kunsthandwerk in Frankfurt am Main
- Erica Wallach (1922–1993), deutsch-amerikanische Lehrerin, Redakteurin und Übersetzerin
- Gerda Henning (1923–2007), Malerin
- Arwed Imiela (1929–1982), deutscher Serienmörder
- Eberhard Mellies (1929–2019), deutscher Schauspieler, Hörspielsprecher und Synchronsprecher
- Walter Klock (* 1930), deutscher Bodybuildingfunktionär
- Otto Mellies (1931–2020), deutscher Schauspieler, Hörspielsprecher und Synchronsprecher
- Hans Burzlaff (1932–2024), deutscher Physiker und Kristallograph, Vorsitzender der Deutschen Gesellschaft für Kristallographie
- Hildegard Schmahl (* 1940), deutsche Schauspielerin
- Peter Haeske (* 1941), deutscher Politiker (CDU), ehemaliger Landtagsabgeordneter in Mecklenburg-Vorpommern
- Klaus Buß (* 1942), deutscher Politiker (SPD), ehemaliger Minister in Schleswig-Holstein
- Wilfried Floeck (* 1943), deutscher Romanist, pensionierter Professor in Gießen
- Wolfgang Weber (* 1944), deutscher Fußballspieler
- Krzysztof Włodarczyk (* 1961), polnischer Geistlicher, Bischof von Bydgoszcz
- Marcin Wasilewski (* 1975), Jazzmusiker
- Agnieszka Włodarczyk (* 1980), Schauspielerin und Sängerin
- Marlena Karwacka (* 1997), Bahnradsportlerin

### Persönlichkeiten, die mit der Stadt in Verbindung stehen
- David Ruhnken (1723–1798), Gelehrter und Bibliothekar, besuchte bis Ostern 1739 die Lateinschule in Schlawe.

### Ehrenbürger der Stadt
- 1895: Otto von Bismarck (1815–1898), Reichskanzler
- 1915: Hermann Kühn (1851–1937), Staatssekretär im Reichsschatzamt
- 1915: Hubert von Michaelis (1858–1925), Rittergutsbesitzer, Major a. D., Mitglied des Reichstages und des preußischen Herrenhauses, Kreisdeputierter des Kreises Schlawe
- 1927: August Steinhorst (1853–1937), Stadtältester und Ratsherr der Stadt Schlawe

## Gmina Sławno
Die Stadt Sławno ist Amtssitz der Landgemeinde (gmina wiejska) Sławno, wobei das Stadtgebiet nicht zum Gemeindegebiet gehört. Die Landgemeinde hat eine Fläche von 284,20 km², die das gesamte Stadtgebiet umschließt, und eine Einwohnerzahl von 8833 (31. Dezember 2020).